# Polo G

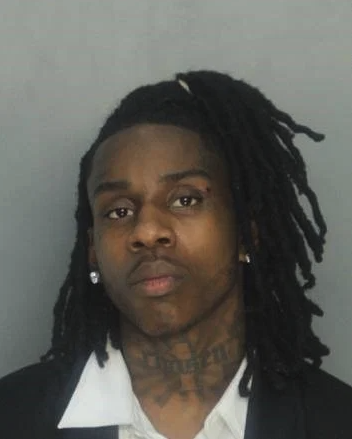
Polo G, 2021

Polo G (* 6. Januar 1999 in Chicago, Illinois; eigentlicher Name Taurus Tremani Bartlett) ist ein US-amerikanischer Rapper. 2020 hatte er seinen internationalen Durchbruch mit dem Album The Goat.

## Leben und Karriere
Taurus Bartlett, bekannt als Polo G, wuchs im Problemviertel Cabrini-Green im Norden Chicagos auf und kam als Jugendlicher auch mit dem Gesetz in Konflikt. Er beschäftigte sich mit Rap und begann mit 18 Jahren, eigene Aufnahmen im Internet zu veröffentlichen. Besondere Aufmerksamkeit bekam er für das ermutigende Stück Finer Things, das er in seiner Haftzeit geschrieben hatte. Das Video dazu wurde millionenfach aufgerufen, und obwohl es nicht in die Charts kam, erreichte es später Platinstatus. Columbia Records wurde auf ihn aufmerksam, das Label nahm ihn unter Vertrag und veröffentlichte 2018 erste Singles.
Der erste große Hit kam Anfang 2019 mit der Single Pop Out, eine Zusammenarbeit mit Labelpartner Lil Tjay, die es fast bis in die Top 10 der offiziellen Charts brachte und Mehrfachplatin bekam. Das Lied war sogar ein kleinerer Erfolg im englischsprachigen Ausland. Mitte des Jahres hatte er sein Debütalbum Die a Legend fertiggestellt. Auf Anhieb stieg er damit auf Platz 1 der Rapcharts ein und kam in den US-Albumcharts in die Top 10. Stilistisch steht Polo G in der Tradition des Chicago Drill und ist bekannt für seinen melodiösen, sängerischen Rap.
Vor allem sein weniger bekannter Song Wishing for a Hero aus seinem Album The GOAT verdeutlicht dies. In dem Song erzählt er von seiner Geschichte und von vielen Afro-Amerikanern, die keine Chance im System der USA haben. Zum Beispiel sagt er: „we go to school and they try’na tell us what we can’t be“ (zu Deutsch: Wir gehen zur Schule und da wird uns schon gesagt, was wir alles nicht werden können). Außerdem spricht er die Polizeigewalt in den USA sowie die darauf folgenden „Black Lives Matter“ Proteste an: „cops kill us and we protest, what type of shit is that?“ (Polizisten töten uns und wir demonstrieren, was soll das eigentlich?).
Des Weiteren beschreibt er die Situation der Menschen, die im Slum (Armenviertel) leben. Es ist für viele schwierig, dieser Umgebung zu entkommen. „Stuck in the system, they just watching us fail while they sittin’ back“ bedeutet so viel wie: Wir sind gefangen im System, die Regierung schaut uns nur zu, wie wir scheitern, während sie sich zurücklehnen. Obwohl der Song bislang wenig öffentliche Aufmerksamkeit erhalten hat, behandelt er zentrale soziale Probleme der Vereinigten Staaten.
Weitere Singleerfolge blieben zunächst aus, doch bereits im Frühjahr 2020 erschien das zweite Album. Die Vorabsingle Go Stupid erzielte nur mäßigen Erfolg, während das Album The Goat in den US-Charts Platz 2 erreichte und darüber hinaus international sehr erfolgreich war. Es kam europaweit in die Charts und erreichte in Großbritannien und Irland die Top 10. Zusätzlich stiegen zehn Titel des Albums in die US-Singlecharts ein. Im Jahr 2021 schaffte er einen erneuten  Durchbruch mit dem Song Rapstar.

## Diskografie
Studioalben

| Jahr | Titel                                    | Höchstplatzierung, Gesamtwochen, AuszeichnungChartplatzierungen (Jahr, Titel, Platzierungen, Wochen, Auszeichnungen, Anmerkungen) | Höchstplatzierung, Gesamtwochen, AuszeichnungChartplatzierungen (Jahr, Titel, Platzierungen, Wochen, Auszeichnungen, Anmerkungen) | Höchstplatzierung, Gesamtwochen, AuszeichnungChartplatzierungen (Jahr, Titel, Platzierungen, Wochen, Auszeichnungen, Anmerkungen) | Höchstplatzierung, Gesamtwochen, AuszeichnungChartplatzierungen (Jahr, Titel, Platzierungen, Wochen, Auszeichnungen, Anmerkungen) | Höchstplatzierung, Gesamtwochen, AuszeichnungChartplatzierungen (Jahr, Titel, Platzierungen, Wochen, Auszeichnungen, Anmerkungen) | Anmerkungen                                               |
| Jahr | Titel                                    | DE | AT | CH | UK | US | Anmerkungen                                               |
| ---- | ---------------------------------------- | --- | --- | --- | --- | --- | --------------------------------------------------------- |
| 2019 | Die a Legend Columbia Records (Sony)     | — | — | — | UK— GoldUK | US6 ×2Doppelplatin · (124 Wo.)US                                                                                                  | Erstveröffentlichung: 7. Juni 2019 Verkäufe: + 2.285.000  |
| 2020 | The Goat Columbia Records (Sony)         | DE98 (1 Wo.)DE | AT41 (1 Wo.)AT | CH40 (1 Wo.)CH | UK6 Gold · (48 Wo.)UK | US2 ×2Doppelplatin · (178 Wo.)US                                                                                                  | Erstveröffentlichung: 15. Mai 2020 Verkäufe: + 2.335.000  |
| 2021 | Hall of Fame Columbia Records (Sony)     | DE28 (2 Wo.)DE | AT7 (1 Wo.)AT | CH5 (3 Wo.)CH | UK3 Silber · (11 Wo.)UK | US1 ×2Doppelplatin · (102 Wo.)US                                                                                                  | Erstveröffentlichung: 11. Juni 2021 Verkäufe: + 2.230.000 |
| 2021 | Hall of Fame 2.0 Columbia Records (Sony) | — | — | — | UK32 Silber · (2 Wo.)UK | — | Erstveröffentlichung: 3. Dezember 2021 Verkäufe: + 75.000 |
| 2024 | Hood Poet Columbia Records (Sony)        | — | — | — | — | US28 (2 Wo.)US | Erstveröffentlichung: 9. August 2024                      |

## Auszeichnungen
- 2021: Variety’s Hitmakers – Rising Star Award[1]